# Філіп Райчевич
Філіп Райчевич (серб. Filip Raičević, нар. 2 липня 1993, Подгориця) — чорногорський футболіст, нападник клубу «Віченца».
Виступав, зокрема, за клуб «Луккезе-Лібертас», а також національну збірну Чорногорії.

## Клубна кар'єра
Народився 2 липня 1993 року в місті Подгориця.
У дорослому футболі дебютував 2014 року виступами за команду клубу «Луккезе-Лібертас», в якій провів один сезон, взявши участь у 36 матчах чемпіонату. Більшість часу, проведеного у складі «Луккезе», був основним гравцем атакувальної ланки команди.
До складу клубу «Віченца» приєднався 2015 року. Відтоді встиг відіграти за команду з Віченци 45 матчів в національному чемпіонаті.

## Виступи за збірні
У 2010 році дебютував у складі юнацької збірної Чорногорії, взяв участь у 3 іграх на юнацькому рівні, відзначившись одним забитим голом.
У 2016 році дебютував в офіційних матчах у складі національної збірної Чорногорії. Наразі провів у формі головної команди країни 3 матчі.
| Дата       | Місто     | Господарі  | Результат | Гості      | Турнір            | Голи | Примітки |
| ---------- | --------- | ---------- | --------- | ---------- | ----------------- | ---- | -------- |
| 24-03-2016 | Афіни     | Греція     | 2 – 1     | Чорногорія | товариський матч  | -    | 69'      |
| 29-03-2016 | Подгориця | Чорногорія | 0 – 0     | Білорусь   | товариський матч  | -    | 56'      |
| 8-10-2016  | Подгориця | Чорногорія | 5 – 0     | Казахстан  | Відбір до ЧС 2018 | -    | 76'      |
| Усього     |           | Матчів     | 3         |            | Голів             | 0    |          |